# 大長谷温泉
大長谷温泉（おおながたんおんせん）は、富山県富山市八尾町杉平にある温泉である。大長谷村づくり協議会が運営している。

## 概要
ニッコウキスゲが群生する高層湿原として知られる白木峰の山麓にある温泉で、2002年（平成14年）5月9日に露天風呂を整備するため、土地所有者の全日本郵政労働組合と八尾町（当時）土地売買契約の調印式が八尾町役場で行われた。なお、この土地は1977年（昭和52年）に同労働組合が研修レクリエーション施設を建設するために購入した土地であったが、後に計画が中止された後放置されていた。
2003年（平成15年）4月より掘削を開始し、同年7月18日、地下1,550ｍまで掘ったところで42.6℃、毎分87リットルの温泉が湧出した。
2005年（平成17年）4月8日に開館式を挙行した（4月9日と4月10日は無料開放）。事業費は2億2873万円。

## 泉質
源泉かけ流しである。2003年（平成15年）春に掘削を始め、同年夏に温泉が湧き出た。
- アルカリ性単純温泉[5]
  - 源泉温度 46.2℃[4]
  - pH8.77[6]、低張性、アルカリ性
  - 溶存物質量 596.9 mg/kg[6]
- 湧出量 毎分17.0リットル[6]（2005年時点では毎分135リットル[4]）

筋肉痛、神経痛、関節痛、腰痛、慢性消化器病、打ち身、疲労回復、健康増進に効能がある（※いずれも効能はその効果を万人に保証するものではない）。

## 温泉街
小さな一軒の日帰り温泉施設『白木峰山麓交流施設 大長谷温泉』がある。施設内には休憩室と囲炉裏端が付帯している。

## 交通アクセス
公共交通
高山本線越中八尾駅と大長谷温泉を結ぶ八尾コミュニティバスが運転しており、その路線の終点「大長谷温泉」バス停で下車。料金は一律200円。一日2往復で、日曜・祝日・年末年始は運休する。
車
国道471号の道沿いにある。北陸自動車道の富山ICからは40km程度（1時間15分）。